# 北伊庇鲁斯
北伊庇鲁斯（希臘語：Βόρειος Ήπειρος，拉丁转写：Vorios Ipiros；阿尔巴尼亚语：Epiri i Veriut），指巴尔干西部伊庇鲁斯地区的北部，位于今阿尔巴尼亚南部。
1914年，该地区成立北伊庇鲁斯自治共和国，并得到阿尔巴尼亚政府承认，但很快就灭亡。